# Serie Río de la Plata 2023
La Serie Río de la Plata 2023 fue la segunda edición de estas competiciones de carácter amistoso y de pretemporada disputadas en Uruguay. Se desarrolló entre el 8 y el 27 de enero. Como la edición anterior, se disputaron mayoritariamente partidos con trofeo en disputa.

## Equipos participantes
| Equipo                  | País      |
| ----------------------- | --------- |
| Atlético Tucumán        | Argentina |
| Belgrano                | Argentina |
| Colón                   | Argentina |
| Estudiantes             | Argentina |
| San Lorenzo             | Argentina |
| Vélez                   | Argentina |
| Unión                   | Argentina |
| Independiente del Valle | Ecuador   |
| César Vallejo           | Perú      |
| Boston River            | Uruguay   |
| Cerro                   | Uruguay   |
| Cerro Largo             | Uruguay   |
| Danubio                 | Uruguay   |
| Defensor Sporting       | Uruguay   |
| Maldonado               | Uruguay   |
| Fénix                   | Uruguay   |
| Liverpool               | Uruguay   |
| Nacional                | Uruguay   |
| Peñarol                 | Uruguay   |
| River Plate             | Uruguay   |
| Montevideo Wanderers    | Uruguay   |

## Partidos
Se disputaron 23 partidos.
| 8 de enero, 21:30 | Vélez Sarsfield | 1:0     | Colón | Campus de Maldonado, Maldonado |  |
|                   | Janson 44'      | Reporte |       |                                |  |

| 10 de enero, 21:30 | Atlético Tucumán   | 1:2     | César Vallejo             | Campus de Maldonado, Maldonado |  |
|                    | Ruíz Rodríguez 76' | Reporte | Rodríguez 45' · Vélez 89' |                                |  |

| 11 de enero | River Plate  | 1:1 (2:3 p.) | Colón     | Parque Saroldi, Montevideo |  |
|             | Brunelli 92' | Reporte      | Neris 67' |                            |  |

| 11 de enero | Nacional | 0:0 (1:3 p.) | Vélez Sarsfield | Gran Parque Central, Montevideo |  |
|             |          | Reporte      |                 |                                 |  |

| 12 de enero, 18:15 | Boston River | 0:0 (4:5 p.) | Atlético Tucumán | Parque Viera, Montevideo |  |
|                    |              | Reporte      |                  |                          |  |

| 12 de enero | Peñarol                                        | 3:2     | Estudiantes (LP)           | Campeón del Siglo, Montevideo |  |
|             | Bentancourt 19' · Mendez 20' · Bentancourt 34' | Reporte | Boselli 5' · Pellegrini 7' |                               |  |

| 13 de enero | Liverpool | 0:0 (3:4 p.) | César Vallejo | Estadio Belbedere, Montevideo |  |

| 14 de enero | Defensor Sporting | 1:2 | Vélez Sarsfield               |  |  |
|             | Frutas 68'        |     | Garayalde 66' · Florentín 83' |  |  |

| 14 de enero | Nacional     | 1:1 (4:5 p.) | Colón     | Gran Parque Central, Montevideo |  |
|             | Fagundez 56' |              | Neris 67' |                                 |  |

| 15 de enero | Atlético Tucumán   | 1:1 (4:3 p.) | Estudiantes (LP) | Estadio Centenario, Montevideo |  |
|             | Ruíz Rodríguez 46' | Reporte      | Boselli 83'      |                                |  |

| 15 de enero | Independiente del Valle | 0:0 (5:4 p.) | San Lorenzo |  |  |
|             |                         | Reporte      |             |  |  |

| 16 de enero | Defensor Sporting        | 2:2 (2:4 p.) | Montevideo Wanderers         |  |  |
|             | Abreu 38' · Valiente 90' |              | Hernández 6' · Santuario 10' |  |  |

| 16 de enero | Nacional                  | 2:2 (2:4 p.) | Belgrano       | Gran Parque Central, Montevideo |  |
|             | Fagundez 4' · Morales 62' |              | Vegetti 9' 85' |                                 |  |

| 17 de enero | Peñarol  | 1:0     | San Lorenzo |  |  |
|             | Cruz 90' | Reporte |             |  |  |

| 18 de enero | Maldonado | 2:1 | Independiente del Valle |  |  |

| 19 de enero | Unión (SF) | 0:2 | Belgrano |  |  |

| 20 de enero | Peñarol | 0:0 (8:9 p.) | Unión (SF) |  |  |

| 21 de enero | Danubio | 1:0 | San Lorenzo |  |  |

| 23 de enero | Peñarol | 2:2 (3:4 p.) | Nacional |  |  |

| 24 de enero | River Plate | 0:0 (4:3 p.) | Boston River |  |  |

| 24 de enero | Defensor Sporting | 0:1 | Cerro Largo |  |  |

| 25 de enero | Danubio | 1:0 | Fénix |  |  |

| 27 de enero | Montevideo Wanderers | 0:0 (1:3 p.) | Cerro |  |  |